# Antonio Budiño
Antonio Budiño Carballo (Pontevedra, 1955) es un militar y político español. 

## Biografía
Hijo de militar, vivió desde que tenía dos años en León y con ocho años volvió de nuevo a Galicia al instalarse su familia en Vigo. Llegó a Madrid en 1973 para preparar el ingreso en la Academia General Militar, graduándose cómo teniente en 1976 e ingresando en el cuerpo de intendencia. Diplomado de Estado Mayor, dio clases en la  Academia de Intendencia y en la Escuela de Estado Mayor.
Participó en misiones internacionales en Croacia, Albania e Irak y fue miembro de la comisión de servicio en el departamento de misiones para el mantenimiento de la paz de la Organización de las Naciones Unidas en Nueva York. Ascendió a general de brigada en 2011 y fue jefe de intendencia de la Región Militar Centro.
En 2013 ascendió la general de división, haciéndose cargo de la dirección de asuntos económicos del Ejército de Tierra hasta su paso a la reserva en 2018.  A pesar de residir en Ávila desde hace años, en las elecciones generales de España de abril de 2019 y en las elecciones generales de noviembre del incluso año encabezó la lista de Vox al Congreso de los Diputados por la provincia de Pontevedra.